# 中川村 (岡山県)
中川村（なかがわそん / なかがわむら）は、岡山県小田郡にあった村。現在の小田郡矢掛町、浅口市の一部にあたる。

## 地理
小田川の流域に位置していた。

## 歴史
- 1889年（明治22年）6月1日、町村制の施行により、小田郡本堀村、浅海村、江良村が合併して村制施行し、中川村が発足[1][2]。旧村名を継承した本堀、浅海、江良の3大字を編成[2]。
- 1954年（昭和29年）5月1日、小田郡矢掛町、美川村、三谷村、山田村、川面村と合併し矢掛町が存続して廃止された[1][2]。合併後、矢掛町大字本堀・浅海・江良となる[2]。

## 産業
- 農業、養蚕、薄荷、麦稈真田、経木真田[2]

## 教育
- 1891年（明治24年）本堀・浅海川北の区域は川面小学校から離れ、本堀に校舎を新築し尋常中川小学校支校を開校[2]。1893年（明治26年）中川尋常小学校分教場に改称[2]。1902年（明治35年）独立して中川北尋常小学校となる[2]。